# Sarcoglanis simplex
Sarcoglanis simplex — єдиний вид роду Sarcoglanis з підродини Sarcoglanidinae родини Trichomycteridae ряду сомоподібні. Наукова назва роду походить від грецького слова sarkos, тобто «м'ясиво», «плоть», та латинського слова glanis — сом.

## Опис
Загальна довжина сягає 2,1 см. Голова товста, коротка. Морда усічена. Рот відносно широкий. Очі крихітні. Є 2 пари вусів з боків. Тулуб подовжений, кремезний. Промені усіх плавці розгалужені. Спинний плавець короткий, з 5 променями. Жировий плавець витягнутий, розташовано впритул до спинного. Грудні плавці вузькі, видовжені. Черевні плавці маленькі. Анальний плавець трохи подовжений. Хвостовий плавець витягнутий, з маленьким вирізом.
Забарвлення рожеве, лише передня частина голови, усі плавці бліді, прозорі.

## Спосіб життя
Є демерсальною рибою. Воліє прісної та чистої води. Зустрічається у невеличких притоках. Цей сом активний у присмерку. Тримається скелястого дна, де збирає рослинні рештки.

## Розповсюдження
Є ендеміком Бразилії. Мешкає у верхній частині річки Ріо-Негро.